# Pajay
Pajay – miejscowość i gmina we Francji, w regionie Owernia-Rodan-Alpy, w departamencie Isère.
Według danych na rok 1990 gminę zamieszkiwało 736 osób, a gęstość zaludnienia wynosiła 51 osób/km² (wśród 2880 gmin regionu Rodan-Alpy Pajay plasuje się na 954. miejscu pod względem liczby ludności, natomiast pod względem powierzchni na miejscu 810.).